# Mujer Moderna
Mujer Moderna fue una revista femenina publicada de forma semanal en la Ciudad de México de 1915 a 1918. Su contenido incluía temas de moda y para la mujer, así como artículos literarios y políticos.

## Historia
La revista fue fundada por Hermila Galindo, quien fue precursora de la lucha por la igualdad social y política de la mujer. El primer número salió a la venta, durante el conflicto armado de la Revolución mexicana, el 22 de septiembre de 1915. Cada ejemplar tenía un costo de 30 centavos en la capital y de 40 centavos en el interior de la república mexicana.
La revista contenía artículos literarios y políticos, artículos sobre temas sobre moda e interés para las mujeres, y noticias nacionales e internacionales. En su línea editorial se apoyó la política de Venustiano Carranza y se realizaron análisis en torno a la posición social de la mujer y su derecho de igualdad ante el hombre.

## Colaboradores
Además de colaborar escritoras y periodistas de México, participaron mujeres de otros países, especialmente de España, país en el que también se luchaba por aquellas fechas en pro de los derechos sociales y políticos de las mujeres. 
Entre sus articulistas destacan: María Luisa de la Torre de Otero, Clarisa P. de Torres, Julia D. Febles Cantón Vda. de Palomeque, Micaela Rosado de P., Bolivia M. de Rivas, Rosario Rivas Hernández, María Pacheco, Artemisa N. Sanz Royo, Luz Calva y Concepción Tirado entre otras, aunque no se excluyó la participación eventual de autores masculinos.